# Rudgea coronata
Rudgea coronata é uma espécie de planta do gênero Rudgea e da família Rubiaceae. 

## Taxonomia
A espécie foi descrita em 1876 por Johannes Müller Argoviensis. 
Os seguintes sinônimos já foram catalogados:  
- Rudgea basiostylis  Müll.Arg.
- Psychotria coronata  Vell.
- Uragoga coronata  (Vell.) Kuntze

## Forma de vida
É uma espécie terrícola, arbustiva e arbórea. 

## Descrição
| Caule               | Caule                                       |
| ------------------- | ------------------------------------------- |
| estípula            | inteira apendiculada                        |
| Folha               |                                             |
| pecíolo             | presente                                    |
| domácia             | ausente                                     |
| Inflorescência      |                                             |
| pedúnculo           | presente ramificado/presente não ramificado |
| posição             | terminal                                    |
| tipo                | dicásio                                     |
| Flor                |                                             |
| cálice              | truncado                                    |
| corola              | infundibuliforme                            |
| corola cornículo    | ausente/presente                            |
| corola consistência | carnosa/delicada                            |
| corola lobo número  | 5                                           |
| Fruto               |                                             |
| consistência        | esponjosa                                   |
| pericarpo cor       | claro verde ou alvo                         |
| Semente             |                                             |
| número              | 2/1                                         |

## Conservação
A espécie faz parte da Lista Vermelha das espécies ameaçadas do estado do Espírito Santo, no sudeste do Brasil. A lista foi publicada em 13 de junho de 2005 por intermédio do decreto estadual nº 1.499-R. 

## Distribuição
A espécie é encontrada nos estados brasileiros de Espírito Santo, Paraná, Rio de Janeiro e São Paulo. 
Em termos ecológicos, é encontrada no domínio fitogeográfico de Mata Atlântica, em regiões com vegetação de mata ciliar, floresta estacional semidecidual, floresta ombrófila pluvial e restinga.